# Гунар Фишер
Гунар Фишер (на шведски: Gunnar Fischer) е шведски кинооператор, режисьор, сценарист и писател.
Роден е на 18 ноември 1910 година в Юнгбю. Първоначално учи рисуване, но след службата си във военноморския флот започва работа в „Свенск Филминдустри“ като асистент на водещия оператор Юлиус Янзон. Започва да снима филми в началото на 40-те години, като получава особена известност през 50-те години, когато работи върху поредица успешни филми на режисьора Ингмар Бергман, сред които „Лято с Моника“ („Sommaren med Monika“, 1953), „Усмивки от една лятна нощ“ („Sommarnattens leende“, 1955), „Седмият печат“ („Det sjunde inseglet“, 1957), „Поляната с дивите ягоди“ („Smultronstället“, 1957).
Гунар Фишер умира на 11 юни 2011 година в Стокхолм.

## Избрана филмография
- „Лято с Моника“ („Sommaren med Monika“, 1953)
- „Усмивки от една лятна нощ“ („Sommarnattens leende“, 1955)
- „Седмият печат“ („Det sjunde inseglet“, 1957)
- „Поляната с дивите ягоди“ („Smultronstället“, 1957)
- „Лицето“ („Ansiktet“, 1958)
- „Окото на дявола“ („ Djävulens öga“, 1960)